# QX Gaygalan 2025
QX Gaygalan 2025 var den 27:e QX Gaygalan och den hölls på Cirkus i Stockholm den 3 februari 2025. Galan leddes av Robert Fux, som också  ledde förra årets gala. Ett längre sammandrag sändes på SVT lördagen 8 februari. Priser delades ut i 11 kategorier, med fem nominerade i varje kategori. De flesta nomineras av QX läsare, men tidningens redaktion utser pristagaren till Hederspriset. Hanna Hellqvist som vann Årets Darling under förra galan (tidigare Årets hetero) var nominerad igen.

## Nominerade och vinnare
Vinnarna listade i fetstil.
| Årets HBTQ | Årets Darling |
| --- | --- |
| - Vanity Vain - Kevin Klara Lindskoug - Kerstin Ljungström - Christopher Garplind - Filippa Fernqvist Prisutdelare: Christer Lindarw, Tone Sekelius och Anja Pärson                                                               | - Alice Bah Kuhnke - Finn Filén - Peg Parnevik - Arja Saijonmaa - Hanna Hellquist Prisutdelare: Farah Abadi |
| Årets Hederspris | |
| Sattajärviborna Eva Rova och Per Johansson "som envist fortsätter att stå bakom regnbågsflaggans budskap i Norrbotten." | |
| Årets drag | Årets ställe |
| - Elecktra - Admira Thunderpussy - Vanity Vain - Kendi - Eris Arcana Prisutdelare: Dragomir Mrsic | - Bee bar - Backdoor - Blow - Secret Garden - Club Mermaid Prisutdelare: Wilmer Bach-Lundin |
| Årets bok | Årets Keep up the good work |
| - Dansaren & demonerna – Mian Lodalen - Den sovande – Johan Ehn - Alla vackra blommor – Markku Haussila - Där kärlek sker – Bodil Sjöström - För alltid Lee – Lee Christiernsson Prisutdelare: Marika Carlsson och Babsan         | - Lo Lill (16-årig transpionjär som driver fem radiokanaler i Malmö) - Tuck´O´Hej (Ceviche de Chocho och Brenda Mandlar) - Leo B - Albin Ganovic - Atilla Yoldas Prisutdelare: Johan Floderus                                                                           |
| Årets scen | Årets film |
| - Arv - E de det här du kallar kärlek - Admiras Prajdspäck - Dreamgirls - Matilda The Musical Prisutdelare: Nicklas Hillberg, från Glada Hudik                                                                                    | - Så länge hjärtat slår - Wicked - Love Lies Bleeding - Saltburn - All of us Strangers Prisutdelare: Gunilla Persson |
| Årets TV | Årets låt |
| - Young Royals - Expedition Robinson - Drag Race Global All Stars - Baby Reindeer - Gift vid första ögonkastet Prisutdelare: Peter Jöback och Christopher Garplind                                                                | - Honey Boy – Benjamin Ingrosso och Purple Disco Machine feat. Nike Rodgers och Shenseea - Padam padam – Kylie Minogue - Tattoo – Loreen - Flowers – Miley Cyrus - I natt (inget stoppar oss nu) – Ellen Krauss Prisutdelare: Alice Stenlöf med flickvännen Amani Smith |
| Årets utländska låt | |
| - Good Luck Babe – Chappell Roan - We Can´t Be Friends – Ariana Grande - Espresso – Sabrina Carpenter - Texas Hold ´em – Beyoncé - Birds of a Feather – Billie Eilish Tolkad av: Alba August, Lisa Miskovsky och Mariette Hansson | |